# Krulltopologie
Die Krulltopologie, nach Wolfgang Krull, ist eine Topologie auf der Galoisgruppe einer nicht notwendigerweise endlichen Körpererweiterung {\displaystyle L/K}, so dass diese zu einer so genannten topologischen Gruppe wird.

## Definition für Galoiserweiterungen
Es sei {\displaystyle L/K} eine nicht notwendigerweise endliche galoissche Körpererweiterung. Für eine unendliche Erweiterung bedeute dabei galoissch, dass die Erweiterung separabel ist und zu jeder endlichen Teilerweiterung {\displaystyle K\subseteq M\subseteq L} auch die normale (und mithin galoisssche) Hülle von {\displaystyle M} enthält.
Zur Definition der Krull-Topologie betrachte man zunächst die Mengen
- {\displaystyle {\mathcal {E}}:=\{M\mid K\subseteq M\subseteq L,[M:K]<\infty \}} der über {\displaystyle K} endlichen Teilerweiterungen und
- {\displaystyle {\mathcal {N}}:=\{M\mid K\subseteq M\subseteq L,[M:K]<\infty {\text{ und }}M/K{\text{ galoissch}}\}} der über {\displaystyle K} endlichen und normalen Teilerweiterungen.

Es ist {\displaystyle {\mathcal {N}}\subseteq {\mathcal {E}}}.
1. Man definiert auf der Gruppe {\displaystyle G(L/K):=\operatorname {Aut_{K}(L)} }  eine offene Umgebungsbasis des neutralen Elements als das Mengensystem {\displaystyle \{G(L/M)\mid M\in {\mathcal {E}}\}}.[3] (Diese Umgebungsbasis enthält Untergruppen von endlichem Index, die Fixgruppen von Zwischenkörpern sind.) Dadurch wird {\displaystyle G(L/K)} zu einer topologischen Gruppe.
2. Dieselbe Topologie wird durch die offene Umgebungsbasis {\displaystyle \{G(L/M)\mid M\in {\mathcal {N}}\}} erzeugt, die nur die Normalteiler aus obiger Umgebungsbasis enthält.
3. Versieht man die endlichen Galoisgruppen {\displaystyle G(M/K)\;(M\in {\mathcal {N}})} mit der diskreten Topologie und den projektiven Limes {\displaystyle \projlim _{M\in {\mathcal {N}}}G(M/K)} mit der Limestopologie, so erhält man einen kanonischen Isomorphismus topologischer Gruppen:

{\displaystyle G(L/K)\cong \projlim _{M\in {\mathcal {N}}}G(M/K)}
Mit dieser Darstellung ist ersichtlich, dass {\displaystyle G(L/K)} eine proendliche Gruppe ist.

## Hauptsatz der Galoistheorie
Die Bedeutung der Krulltopologie liegt darin begründet, dass sie es ermöglicht, den Hauptsatz der Galoistheorie auf unendliche Galoiserweiterungen auszudehnen: Ist {\displaystyle L/K} eine unendliche Galoiserweiterung, so gibt es eine kanonische Bijektion zwischen Teilerweiterungen {\displaystyle K\subseteq M\subseteq L} und abgeschlossenen Untergruppen von {\displaystyle G(L/K)}: Einer Erweiterung {\displaystyle M} entspricht die Untergruppe
{\displaystyle G(L/M)\subseteq G(L/K),}
einer Untergruppe {\displaystyle U\subseteq G(L/K)} die Erweiterung
{\displaystyle L^{U}=\{x\in L\mid \sigma x=x\ \mathrm {f{\ddot {u}}r\ alle} \ \sigma \in U\}.}
Eine Teilerweiterung {\displaystyle M/K} ist genau dann normal (und damit galoissch), wenn {\displaystyle G(L/M)} ein Normalteiler in {\displaystyle G(L/K)} ist; die Galoisgruppe {\displaystyle G(M/K)} ist kanonisch isomorph zum Quotienten {\displaystyle G(L/K)/G(L/M)}.

## Darstellungen
Es sei {\displaystyle K} ein Körper und {\displaystyle K^{\mathrm {sep} }} ein separabler Abschluss von {\displaystyle K}. Weiter sei {\displaystyle V} ein Vektorraum (über irgendeinem Körper). Versieht man {\displaystyle \mathrm {GL} (V)} mit der diskreten Topologie, so sind Darstellungen von {\displaystyle G(K^{\mathrm {sep} }/K)} auf {\displaystyle V} genau dann stetig, wenn sie über einen endlichen Quotienten {\displaystyle G(M/K)} für eine endliche Erweiterung {\displaystyle M/K} faktorisieren. Die Kategorie der stetigen Darstellungen von {\displaystyle G(K^{\mathrm {sep} }/K)} ist also in diesem Sinne die Vereinigung aller Kategorien von Darstellungen der Gruppen {\displaystyle G(M/K)} für endliche Erweiterungen {\displaystyle M/K}.

## Verallgemeinerung: Nicht notwendig algebraische Erweiterungen
Es sei {\displaystyle L/K} eine beliebige Körpererweiterung (also nicht notwendig eine algebraische Erweiterung, geschweige denn normal oder separabel). Die Krulltopologie auf der Gruppe {\displaystyle \operatorname {Aut} (L/K)} der Körperautomorphismen von {\displaystyle L}, die {\displaystyle K} elementweise festlassen, ist diejenige Topologie, für die die Untergruppen
{\displaystyle G(S)=\{\sigma \in \operatorname {Aut} (L/K)\mid \sigma s=s\ \mathrm {f{\ddot {u}}r\ alle} \ s\in S\}}
für endliche Teilmengen {\displaystyle S\subseteq L} eine Umgebungsbasis des Einselementes bilden. {\displaystyle \operatorname {Aut} (L/K)} wird mit dieser Topologie zu einer topologischen Gruppe.